# Julio César Turbay Ayala
Julio César Turbay Ayala (Bogotá, 18 de junho de 1916 - Bogotá, 13 de setembro de 2005) foi um diplomata e político liberal colombiano, presidente de seu país entre 1978 e 1982.

## Vida
Julio César Turbay Ayala era o caçula de seis filhos de Antonio Amín Turbay, um imigrante libanês, e sua esposa Rosaura Ayala, uma agricultora. Frequentou a escola até se formar no ensino médio (Bachiller), mas não estudou devido à situação financeira da família. Por causa de sua falta de educação acadêmica, ele foi retratado como ignorante pela elite política colombiana e pela mídia. No entanto, sua irmã Hortensia, que havia se tornado advogada, passou para ele seus conhecimentos jurídicos.
Turbay Ayala foi casado duas vezes; primeiro de 1948 com Nidia Quintero Turbay, com quem teve quatro filhos (Julio César, Diana (†), Claudia e María Victoria); e desde 1986 com Amparo Canal.

### Carreira política
Turbay Ayala foi membro e mais tarde também presidente do Partido Liberal Colombiano. Ele começou sua carreira política aos 21 anos como prefeito de Girardot; De 1938 a 1942, foi membro do parlamento regional da província de Cundinamarca.
De 1943 a 1949, Turbay Ayala foi membro da Câmara dos Representantes do Parlamento colombiano, ao qual presidiu temporariamente. Após a dissolução do parlamento em 1949, ele trabalhou para uma estação de rádio da oposição; De 1957 a 1958 foi ministro de Minas e Energia no governo do ditador Gustavo Rojas Pinilla, então ministro das Relações Exteriores de seu país até 1961 e de 1962 a 1969 foi deputado federal, segunda câmara do Congresso do República da Colômbia.
A carreira de Turbay Ayala começou no serviço diplomático nos anos 1960; foi nomeado embaixador da Colômbia na ONU em 1967 (até 1969), seguido por nomeações como embaixador no Reino Unido (1973–1975) e nos Estados Unidos (1975–1976).

### Presidência
Em 1978, Turbay Ayala venceu por pouco as eleições presidenciais contra o candidato conservador Belisario Betancur Cuartas e substituiu o presidente Alfonso López Michelsen no cargo. Durante sua presidência em 1980, a embaixada dominicana em Bogotá foi ocupada por rebeldes do grupo M-19. Enquanto 80 pessoas foram tomadas 61 dias como reféns, incluindo 16 embaixadores dos Estados Unidos, Costa Rica, México, Peru, Israel e Venezuela. Conseqüentemente, o barulho da mídia sobre este evento foi grande, e o mundo das notícias se voltou para a Colômbia.
Ayala evitou usar a força militar para resolver a crise, apesar da pressão dos setores militar e político, e acabou concordando em permitir que o M-19 viajasse para Cuba. Supostamente, os rebeldes receberam US$ 1 milhão em pagamento, em vez dos US$ 50 milhões originalmente solicitados ao governo colombiano para a libertação dos reféns. Esta resolução de conflito ainda é considerada uma conquista notável do governo de Ayala.
Em 23 de março de 1981, Turbay Ayala cortou as relações diplomáticas da Colômbia com Cuba depois que rebeldes colombianos testemunharam que haviam sido apoiados por Fidel Castro com dinheiro e educação. Turbay Ayala foi o único presidente latino-americano que não ficou do lado da Argentina durante a guerra pelas Ilhas Malvinas .
Durante o mandato de Turbay Ayala, a produção de carvão colombiana foi expandida; outros projetos de seu governo foram a introdução da televisão em cores, a construção do aeroporto de Medellín e a construção da rodovia entre Medellín e Bogotá.

### Depois de 1982
Julio César Turbay Ayala permaneceu politicamente ativo mesmo após o término de sua presidência. Ele estava no serviço diplomático, então a partir de 1987 foi embaixador junto à Santa Sé. Entre 1990 e 1994 foi eleito presidente do Partido Liberal pela segunda vez e nessa qualidade acompanhou as presidências de César Gaviria Trujillo e Ernesto Samper Pizano.
Em 30 de agosto de 1990, sua filha, Diana Turbay Quintero, foi sequestrada por um grupo mafioso fundado pelo narcotraficante Pablo Escobar, los extraditables, que tentou influenciar a legislação colombiana para impedir seus integrantes do narcotráfico poderia ser entregue aos EUA. Diana Turbay Quintero foi assassinada em 25 de janeiro de 1991 após uma tentativa de libertação.

Nos últimos anos de sua vida, Julio César Turbay Ayala fez campanha pela polêmica reeleição do presidente Álvaro Uribe Vélez.